# 235 (число)
235 (Дві́сті три́дцять п'ять) — натуральне число між 234 та 236.
- 235 день в році — 23 серпня (у високосний рік 22 серпня).

## У математиці
- Сума трьох  простих чисел поспіль {\displaystyle (73+79+83=235).}

## В інших галузях
- 235 рік, 235 до н. е.
- В Юнікоді 00EB  16  — код для символу «e» (Latin Small Letter E With Diaeresis).
- NGC 235A та NGC 235B — лінзоподібна галактика в сузір'ї Кит.
- OGLE-235/MOA-53 — перша екзопланета, що була виявлена завдяки ефекту гравітаційного мікролінзування.
- Уран-235 — ізотоп урану, що використовується в ядерній енергетиці.